# ویلیام ام. فربانک
 ویلیام ام فیربانک (انگلیسی: William M. Fairbank؛ زاده ۱۹۱۷ درگذشته ۱۹۸۹) یک فیزیک‌دان اهل ایالات متحده آمریکا بود. 